# Gustl Mayer (Skisportler)
August „Gustl“ Mayer (* 15. August 1917 in Villach; † 19. Jänner 2015 ebenda) war ein österreichischer Skispringer und Skirennläufer. Er war über viele Jahre als vielseitiger Sportler (Rudern, Fußball) ein Kärntner Sportidol. Er startete für den SV Villach.

## Werdegang
August Mayer wurde am 15. August 1917 als Sohn des Schlossers August Mayer (* 26. Jänner 1878 in Klagenfurt) und dessen Ehefrau Maria (geborene Aschgau; * 3. Oktober 1879 in Linz) in Villach geboren und am 19. August 1917 auf den Namen August getauft.
Mayer begann bereits im Schulalter mit dem Skisport und kam über seinen Sportlehrer 1928 zur Villacher Skiläufervereinigung. Bekannt als Allrounder, der im Sommer Fußball und Rudern betrieb, konzentrierte er sich neben alpinen Rennen in der Abfahrt und im Slalom vor allem auf das Skispringen. 1933 wurde er Zweiter bei den Österreichischen Jugendmeisterschaften. 1935 nahm er mit dem Nationalkader am Vorbereitungstrainingslager für die Olympischen Winterspiele 1936 in Garmisch-Partenkirchen teil und wurde als Ersatzmann für die Spiele nominiert. Beim Neujahrsspringen 1936 in Garmisch-Partenkirchen wurde er Vierter. Mayer stand wenig später nach einer Verletzung von Sepp Bradl vor einer aktiven Olympiateilnahme, nachdem sich dieser aber selbst aus dem Krankenhaus entließ und an den Start ging, blieb Mayer ohne Einsatz.
Bei den Nordischen Skiweltmeisterschaften 1937 in Chamonix startete er bei den Junioren, genannt „Jungmannen“. Für die erste Mannschaft bei den Senioren konnte er sich nicht qualifizieren. Im gleichen Jahr gewann er das Franz-Reisch-Gedächtnisrennen im Slalom am Hahnenkamm in Kitzbühel, welches im Gegensatz zum Hahnenkammrennen nicht auf der Streif ausgetragen wurde. Zudem gewann er kurz zuvor bereits die Abfahrt, den Slalom und den Langlaufwettbewerb im Rahmen des Weißen Bandes in St. Moritz. Ein Jahr später sicherte er sich im slowenischen Triglav den Sieg beim traditionellen Alpin-Rennen, welchen er 1939 und 1940 wiederholte. In der Folge verpasste Mayer auf Grund der zunehmenden Spezialisierung die Qualifikation für internationale Großereignisse. Mit der Bildung der Großdeutschen Mannschaft nach dem Anschluss Österreichs schied der 22-jährige gegen die starke Konkurrenz aus allen nationalen Kadern aus. Lediglich auf nationaler Ebene feierte Mayer auch weiterhin Erfolge.
1940 gewann er das Länderspringen in Klagenfurt. In der Folge musste er seinen Kriegsdienst absolvieren und kehrte erst 1945 von der Front zurück. In der Saison 1945/46 feierte er im Skilanglauf und der Nordischen Kombination zwei Kärntner Landesmeistertitel. Bei den Staatsmeisterschaften 1948 sicherte er sich den inoffiziellen Titel in der Viererkombination. Für die wenig später ausgetragenen Olympischen Winterspiele 1948 verpasste er die Qualifikation und beendete daraufhin seine aktive Sportkarriere.
Abseits des Wintersports war Mayer als Verteidiger beim Villacher SV von zumindest 1945 bis 1950 aktiv und absolvierte gar an manch einem Tag nebst einem Wintersportwettkampf auch noch eine Partie für den VSV.
Nachdem Mayer bereits kurz nach dem Krieg eine Stelle als kaufmännischer Angestellter bei der Kelag angetreten hatte, war er ab 1949 zehn Jahre als türkischer Nationaltrainer tätig und half als persönlicher Freund des damaligen türkischen Ski-Präsidenten Asim Kurt entscheidend mit, den Skisport in der Türkei und besonders am Berg Uludağ aufzubauen. Bis Ende der 80er Jahre war er als Funktionär – unter anderem auch als Vizepräsident – des Landesskiverbandes Kärnten tätig.
Mayer war verheiratet und hatte zwei Söhne, die später auch als Sportler international aktiv waren.

## Sportliche Erfolge

### Ski Alpin
- Sieger „Weißes Band von St. Moritz“ 1937 (Abfahrt, Slalom, Langlauf)
- 3-facher Sieger des Triglav-Abfahrtslaufs (1938, 1939, 1940)
- Österreichischer Meister in der Viererkombination 1948 (inoffizieller Titel)

### Skispringen
- 5-facher Kärntner Meister (alle Disziplinen)

## Privates
Am 5. September 1940 trat er aus der katholischen Kirche in Villach aus und heiratete am 15. Juni 1942 standesamtlich in Villach-Landskron in erster Ehe.